# Gare du Pournel
La gare du Pournel est une gare ferroviaire française fermée de la ligne de Brive-la-Gaillarde à Toulouse-Matabiau via Capdenac, située au lieu-dit Pièces Grandes près du Pournel sur le territoire de la commune de Cambes, dans le département du Lot en région Occitanie.
Elle est mise en service en 1862 par la Compagnie du chemin de fer de Paris à Orléans (PO).
Elle est fermée par la Société nationale des chemins de fer français (SNCF) vers la fin du XXe siècle.

## Situation ferroviaire
Établie à 307 mètres d'altitude, la gare du Pournel est située au point kilométrique (PK) 225,248 de la ligne de Brive-la-Gaillarde à Toulouse-Matabiau via Capdenac, entre les gares ouvertes d'Assier et de Figeac.

## Histoire
La station du Pournel est mise en service le 10 novembre 1862 par la Compagnie du chemin de fer de Paris à Orléans (PO), lorsqu'elle ouvre à l'exploitation la section de Brive à Capdenac.
En 1896, la Compagnie du PO indique que la recette de la gare pour l'année entière est de 27 680 francs.
Le bâtiment voyageurs est remis en état en 1929.
Elle est fermée vers la fin du XXe siècle.

## Patrimoine ferroviaire
L'ancien bâtiment voyageurs, à deux ouvertures et un étage sous une toiture à deux pans et l'ancienne halle à marchandises. Ces bâtiments désaffectés du service ferroviaire appartienne à un propriétaire privé[réf. nécessaire].